# Sukaindah
Sukaindah is een bestuurslaag in het regentschap Bekasi van de provincie West-Java, Indonesië. Sukaindah telt 6876 inwoners (volkstelling 2010).